# Эмир Бухарского эмирата
Эмир Бухарского эмирата (Бухарский эмир, Эмир Бухарский) (узб. Buxoro Amiri) — высшая государственная должность в Бухарском эмирате с 1785 по 1920 год.
Титул эмира в Бухарском эмирате носили правители узбекской династии Мангытов.
Эмир имел неограниченную власть и управлял страной на основании правил шариата (мусульманский духовно-нравственный кодекс) и обычного права. Для ближайшего исполнения воли эмира при нём состояло несколько сановников, действующих каждый в своей отрасли управления.
Под влиянием побед, одержанных Русской армией в ходе Бухарских походов 1866—1868 и 1870 годов, бухарский эмир согласно договорам (Русско-бухарский договор 1868 года и Шаарский договор 1873 года) признал вассальную зависимость от Российской империи. Впоследствии, несмотря на вассальную зависимость, бухарские эмиры руководили внутренними делами своего государства как абсолютные монархи. Они имели чины генералов российской армии и награждались высшими российскими орденами.
После Октябрьской революции 1917 года в России эмиру некоторое время удавалось удерживать власть в Бухарском эмирате.
В результате взятия Бухары Красной Армией в сентябре 1920 года Сейид Алим-хан, последний бухарский эмир, бежал на восток Бухарского эмирата, а затем в Эмират Афганистан. Получив убежище в Афганистане, он активно боролся против советской власти в Средней Азии.

## История
Основатель Узбекской династии Мангытов Мухаммад Рахим (1753—1758) с 1747 года правил Бухарским ханством с титулом аталыка, а в 1753 году, заручившись согласием знати и духовенства, вступил на бухарский трон с титулом эмира. Несмотря на то, что Мангыты не были Чингизидами, в 1756 году Мухаммад Рахим объявил себя ханом. С начала его правления Бухарское ханство стало называться эмиратом. По смерти Мухаммад Рахим-хана власть перешла к его дяде Даниял-бию (1758—1785), который довольствовался титулом аталыка. После смерти Даниял-бия в 1785 году его старший сын Шахмурад (1785—1800) начал править страной с титулом наиба, то есть наместника хана.
За скромный образ жизни народ прозвал его Эмиром Масумом, что означало безгрешный эмир. Шахмурад принял титул эмира после смерти подставного хана Абулгази-хана. В дальнейшем бухарские эмиры не возводили на трон подставных ханов. Последним эмиром был Сейид Алим-хан (1910—1920).

## Список правителей Бухарского эмирата
| Титул                 | Имя                                                         | Правление |
| --------------------- | ----------------------------------------------------------- | --------- |
| Аталык اتالیق‎         | Мухаммад Рахим محمد رحیم‎                                    | 1747-1753 |
| Эмир امیر ‎            | Мухаммад Рахим محمد رحیم‎                                    | 1753-1756 |
| Хан خان‎               | Мухаммад Рахим محمد رحیم‎                                    | 1756-1758 |
| Аталык اتالیق‎         | Даниялбий دانیال بیگ‎                                        | 1758-1785 |
| Эмир Масум امیر معصوم‎ | Шахмурад ибн Даниялбий شاہ مراد بن دانیال بیگ‎               | 1785-1800 |
| Эмир امیر ‎            | Хайдар Тура ибн Шахмурад حیدر تورہ بن شاہ مراد‎              | 1800-1826 |
| Эмир امیر ‎            | Хусейн ибн Хайдар Тура حسین بن حیدر تورہ ‎                   | 1826-1827 |
| Эмир امیر ‎            | Умар ибн Хайдар Тура عمر بن حیدر تورہ ‎                      | 1827      |
| Эмир امیر ‎            | Насрулла ибн Хайдар Тура نصراللہ بن حیدر تورہ ‎              | 1827-1860 |
| Эмир امیر ‎            | Музаффаруддин ибн Насрулла مظفر الدین بن نصراللہ ‎           | 1860-1886 |
| Эмир امیر ‎            | Абдулахад ибн Музаффаруддин عبد الأحد بن مظفر الدین ‎        | 1886-1910 |
| Эмир امیر ‎            | Мухаммад Алим-хан ибн Абдулахад محمد عالم خان بن عبد الأحد ‎ | 1910-1920 |

## Резиденции
Основной и главной резиденцией эмиров Государства Бухара (Бухарского эмирата) на протяжении всего времени существования этого государства была цитадель-крепость Арк в Бухаре. В последние годы существования Бухарского эмирата одной из резиденций служил, кроме того, загородный дворец Ситораи Мохи-Хоса в нескольких километрах к северу от тогдашней территории Бухары, а также дворец эмиров в Новой Бухаре (Кагане) в нескольких километрах к востоку от Бухары. До захвата Самарканда Российской империей в 1868 году эмиры Бухары время от времени проводили время во дворце Куксарай, в самаркандской цитадели. Эмиры Бухары также имели небольшую резиденцию в Кармане, на севере эмирата. Также потенциальными резиденциями эмиров были дворцы правителей в центрах бекств и вилаятов эмирата, но фактически они использовались исключительно правителями регионов. Только последний эмир Сеид Алим-хан после бегства из Бухары недолго жил в крепости Гиссар, на крайнем востоке эмирата.
У эмиров Бухары имелись дворцы и резиденции за пределами эмирата, в частности в Ялте (Ялтинский дворец эмира Бухарского), в Железноводске (Железноводский дворец эмира Бухарского), в Санкт-Петербурге (Дом эмира Бухарского). Потенциальной резиденцией за пределами эмирата можно считать и представительство эмира Бухарского в Оренбурге.
| - Цитадель-крепость Арк в Бухаре - Дворец Куксарай (слева) в Самарканде - Дворец Ширбудун в Бухаре - Дворец Ситораи Мохи-Хоса в Бухаре - Дворец эмира в Кагане - Крепость-цитадель в Гиссаре - Остатки дворца Мирзачарбаг в Кермине - Дворец эмира в Ялте - Дворец эмира в Железноводске - Дом эмира в Санкт-Петербурге - Представительство эмира в Оренбурге |